# Bystrzyk czarnopręgi
Bystrzyk czarnopręgi (Hyphessobrycon scholzei) – gatunek słodkowodnej ryby kąsaczokształtnej z rodziny kąsaczowatych (Characidae). Hodowana w akwariach.

## Występowanie
Ameryka Południowa: dorzecze dolnego biegu Amazonki.

## Opis
Samce osiągają długość około 4 cm. Ubarwienie oliwkowozielone, czasami z brązowym nalotem. Wzdłuż ciała charakterystyczny czarny pasek zakończony plamą.
| Zalecane warunki w akwarium | Zalecane warunki w akwarium |
| --------------------------- | --------------------------- |
| Temperatura wody            | 22–28 °C                    |
| Twardość wody               | do 25°n                     |
| Skala pH                    | lekko kwaśna, 6,8–8         |